# 馬島潛鴨
馬島潛鴨，又稱馬達加斯加潛鴨（學名：Aythya innotata）是馬達加斯加一種極為罕見的潛水鴨，屬於潛鴨屬，1990年代本被認為已絕種，不過2006年在Matsaborimena湖重新被發現，至2017年秋季約有90隻個體，是世界上已知數量最少的一種現生鴨種。

## 外形
馬島潛鴨體長45-56公分，體色為深棕色，腹部為白色並往兩脅擴散，尾部下方的覆羽亦為白色，頭頸部為稍帶紫色的深棕色，喙為深灰色，腿部與腳為灰色，雄鳥眼睛為白色，雌鳥則為深棕色。馬島潛鴨的食性仍不是很清楚，但對其糞便分析顯示成鳥主食為昆蟲。

## 威脅與減少

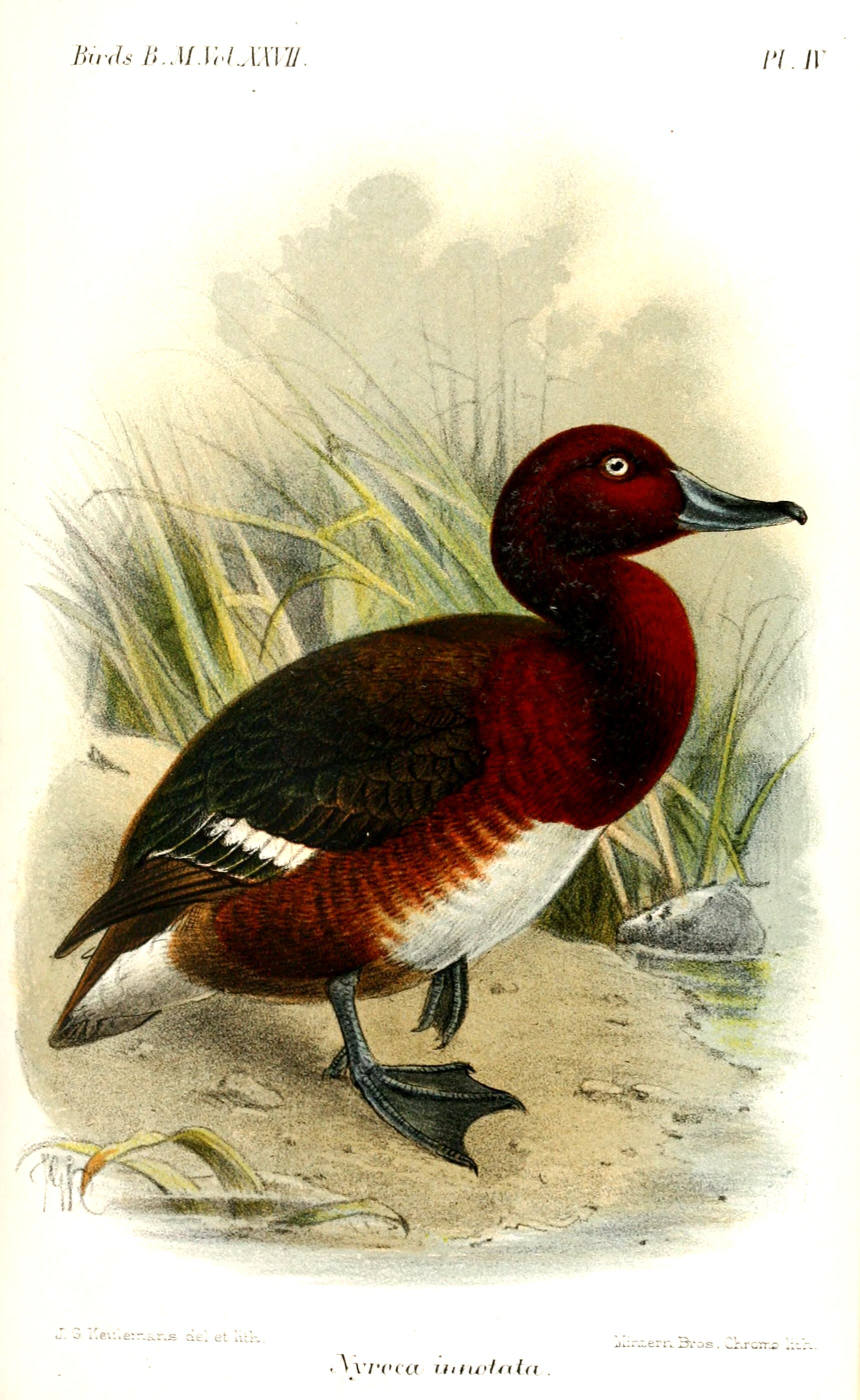
第27版大英博物館鳥類名錄（1895年出版）中的馬島潛鴨

根據1920、1930年代的紀錄，當時馬島潛鴨在阿勞特拉湖仍相當常見，這種鴨可能自1940年代或1950年代早期，因外來種魚類捕食幼鴨（甚至成鴨）和破壞巢穴而數量大幅下降，此外稻田開發與牧地開發造成的棲地破壞、外來種鼠類與過度捕獵也是造成其消失的原因。馬島潛鴨在阿勞特拉湖最後的族群紀錄是1960年6月9日，有約20隻鴨被觀察紀錄，即使在1960年代其數量已非常稀少，仍有一隻雄鴨被射殺，標本現陳列於阿姆斯特丹动物博物馆。1970年代在安塔那那利佛近郊有一馬島潛鴨的觀察紀錄，但真實性受到懷疑。

## 重新發現與復育
在被重新發現以前，馬島潛鴨最後的觀察紀錄是1991年於阿勞特拉湖發現的一隻雄鴨，該個體被捕捉後被飼養在安塔那那利佛的植物園，並於次年死亡。1990年代有許多人組織搜尋馬島潛鴨，均未有所獲。直到2006年十一月，在馬達加斯加北部偏遠的Matsaborimena湖中發現九隻成鴨與四隻剛孵出的幼鴨，該年IUCN將馬島潛鴨的保育狀況歸為新類別「可能已絕種」，次年（2007年）將其改回極危物種。自重新發現後至2008年，僅有25隻個體在野外被發現。
2009年，澤西野生動物信託基金與野鳥與濕地信託展開了一項馬島潛鴨的復育計畫，它們將湖邊一批即將孵化的蛋移至一旁帳蓬裡的實驗室中，加以孵化後，再送至當地一家旅館廁所裡臨時設立的飼養中心養育。2012年四月，團隊成功在安楚希希的復育中心孵化了18隻小鴨，將馬島潛鴨的總個體數提升到60。2013年四月個體數達到80隻，2017年秋季達到90隻。澤西野生動物信託基金與野鳥與濕地信託正計劃將復育的馬島潛鴨重新引入位於馬達加斯加北部、適合它們棲息的索非亞湖（Lake Sofia）中。